# 保加利亞死刑制度
保加利亞沒有死刑，該國在1998年12月12日廢除死刑；而在保加利亞，最後一次的死刑執行是在1989年11月4日，以槍決的方式執行。之後保加利亞政府在1990年7月7日通過暫時停止執行死刑的決議；此外，《歐洲人權公約》第6號議定書自1999年10月1日起在保加利亞生效。

## 參照
- https://web.archive.org/web/20050324105012/http://www.geocities.com/richard.clark32%40btinternet.com/europe.html